# Operation Millet
1941

Versenkung der Force Z 
1942

C –
Ironclad 
1944

Diplomat –
Cockpit –
Transom –
Councillor –
Pedal –
Crimson –
Banquet –
Light –
Millet –
Outflank –

ab 22. Nov. als British Pacific Fleet Robson 
1945

Lentil –
Meridian –
Suffice –
Stacey –
Transport –
Onboard –
Penzance –
Passbook –
Sunfish –
Bishop –
Dukedom –
Mitre –
Irregular –
Balsam –
Bedlam Green –
Collie –
Livery –
Jurist –
Tiderace
Die Operation Millet war ein trägergestützter alliierter Angriff unter britischem Kommando auf Ziele in der von Japan besetzten Gruppe der Nikobaren im Golf von Bengalen im Pazifikkrieg während des Zweiten Weltkriegs. Sie war ein Ablenkungsmanöver für die gleichzeitig vorgesehene Invasion der philippinischen Insel Leyte (→ Operation King II).

## Planung
Nachdem am 23. August 1944 Admiral Somerville als Kommandeur der Eastern Fleet durch Admiral Bruce Fraser abgelöst worden war, begann die Operationsplanung.
Admiral Mountbatten, Kommandierender des South East Asia Command (SEAC, „Südostasienkommando“) wurde gebeten mit der Eastern Fleet ein Ablenkungskommando im Indischen Ozean zu unternehmen. Mountbatten entschied sich für einen Angriff auf die Inselgruppe der Nikobaren, die 1942 von den Japanern besetzt worden war. Zur Ausführung stellte Admiral Fraser eine Flotte unter das Kommando von Vizeadmiral Arthur Power. Die Task Force 63 war in drei Gruppen unterteilt:
- TG.63.1, bestehend aus dem Schlachtkreuzer Renown (Flaggschiff von Vizeadmiral Power) und den Zerstörern der 4. Zerstörer-Flottille Quilliam, Queenborough und der australischen Quiberon.
- TG.63.2, zusammengesetzt aus den Kreuzern London, Cumberland und Suffolk sowie den Zerstörern Relentless, Raider, der australischen Norman und der niederländischen Van Galen.
- TG.63.3, mit den Flugzeugträgern Victorious und Indomitable aus Frankreich, dem Kreuzer (Jägerleitschiff) Phoebe und den Zerstörern Whelp, Wakeful, Wessex und Wager.[1][2]

## Der Angriff
Die Flotte lief am 15. Oktober 1944 von Trincomalee aus und unternahm vom 17. bis zum 19. Oktober Luftangriffe auf die Inseln der Nikobaren. Es gab kaum nennenswertes japanisches Abwehrfeuer. Erst am letzten Tag kam es zu einem Luftkampf mit japanischen Torpedobombern. Sieben wurden von Trägerflugzeugen der Alliierten abgeschossen, bei nur drei eigenen Verlusten.

## Folgen
Der Angriff hatte keinerlei Einfluss auf den zu dieser Zeit schon angelaufenen japanischen Verteidigungsplan für die Philippinen (→ Operation Shō-gō).